# Secretaría de Relaciones Exteriores

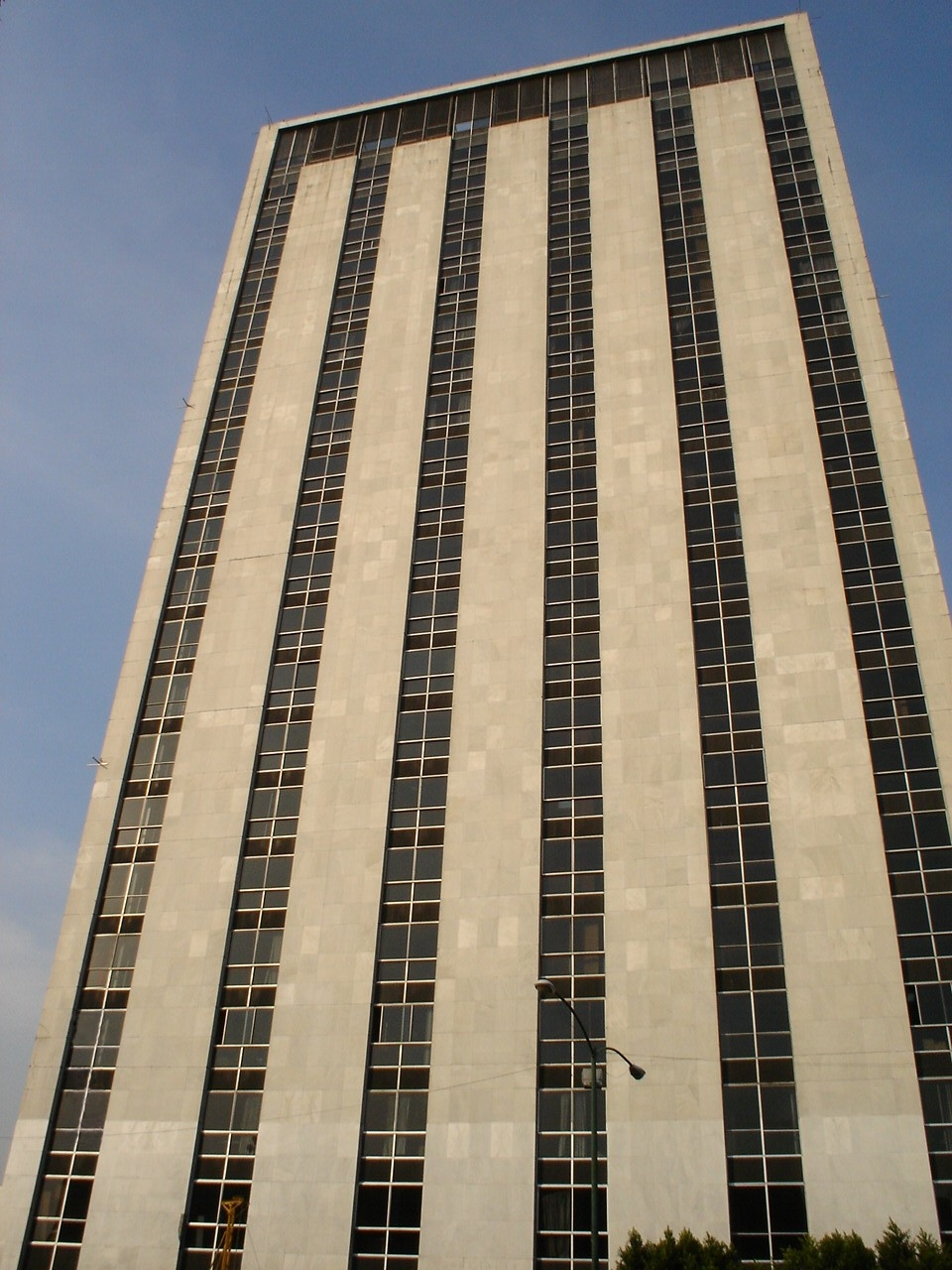
Antigues oficines centrals de la SRE, ara pertanyents al patrimoni de la UNAM.

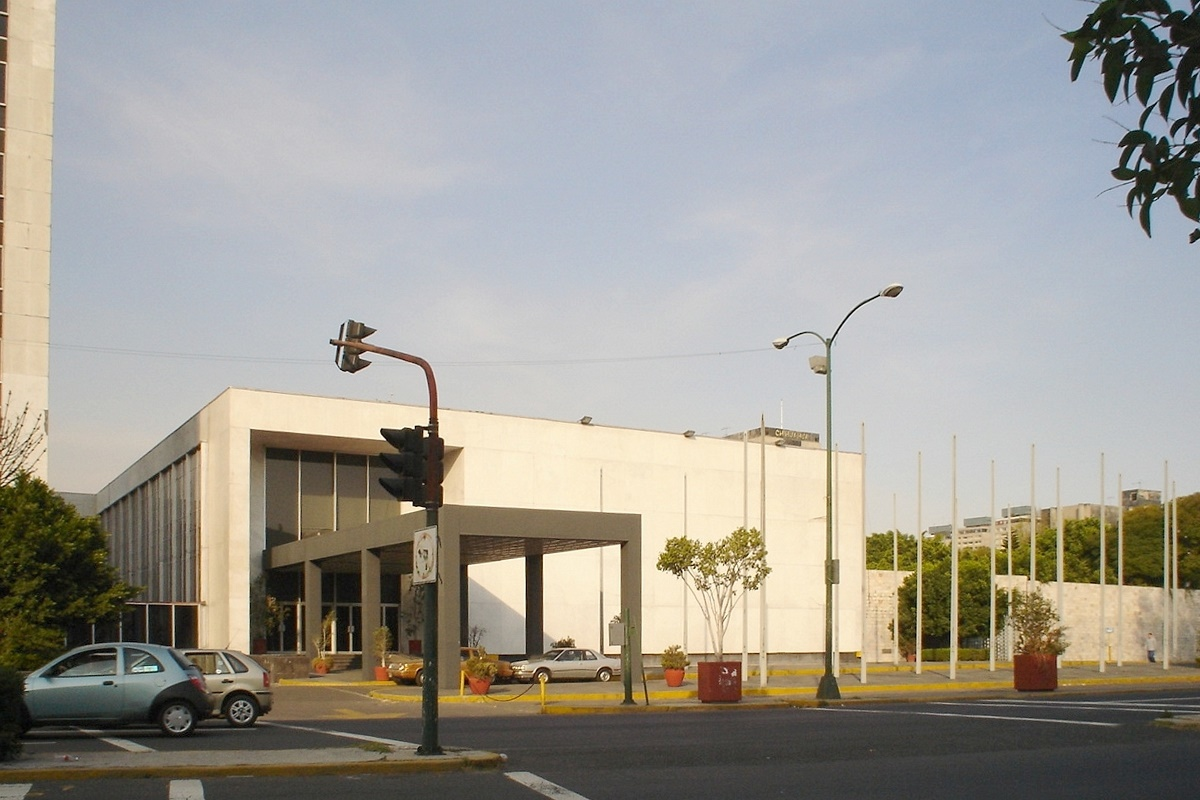
Annex de les antigues oficines centrals de la SRE, ara pertanyents al patrimoni de la UNAM.

La Secretaría de Relaciones Exteriores de Mèxic és la Secretaria d'Estat encarregada d'administrar les relacions del país amb l'exterior (incloent la recopilació d'autògrafs estrangers; missions diplomàtiques i límits territorials). A més, proporciona els passaports i les cartes de naturalització; administra tot el Registre Civil. Promou el comerç i el turisme via les secretaries respectives d'economia i turisme.

## Funcions
Tal com s'ha formulat en la Llei Orgànica de l'Administració Pública Federal Arxivat 2014-10-03 a Wayback Machine., en el seu Article 28, li correspon el despatx de les següents funcions:
- Promoure, propiciar i assegurar la coordinació d'accions en l'exterior de les dependències i entitats de l'administració pública federal; i sense afectar l'exercici de les atribucions que a cadascuna d'elles correspongui, conduir la política exterior, per a això intervindrà en tota classe de tractats, acords i convencions en els quals el país sigui part.
- Dirigir el servei exterior en els seus aspectes quotidià en tasques diplomàtiques i consulars en els termes de la Llei del Servei Exterior Mexicà i, per conducte dels agents del mateix servei, vetllar a l'estranger pel bon nom de Mèxic; impartir protecció als mexicans; cobrar drets consulars i altres impostos; exercir funcions notarials, de Registre Civil, d'auxili judicial i les altres funcions federals que assenyalen les lleis, i adquirir, administrar i conservar les propietats de la Nació a l'estranger.
- Coadjuvar a la promoció comercial i turística del país a través de les seves ambaixades i consolats.
- Capacitar als membres del Servei Exterior Mexicà a les àrees comercial i turística, perquè puguin complir amb les responsabilitats derivades del que es disposa en la fracció anterior.
- Intervenir quant a comissions, congressos, conferències i exposicions internacionals, i participar en els organismes i instituts internacionals que el govern mexicà formi part.
- Intervenir en les qüestions relacionades amb els límits territorials del país i aigües internacionals.
- Concedir als estrangers les llicències i autoritzacions que requereixin conforme a les lleis per adquirir el domini de les terres, aigües i les seves accessions en la República Mexicana; obtenir concessions i subscriure contractes, intervenir en l'explotació de recursos naturals o per invertir o participar en societats mexicanes civils o mercantils, així com concedir permisos per a la constitució d'aquestes o reformar els seus estatuts o adquirir béns immobles o drets sobre ells.
- Portar el registre de les operacions realitzades conforme a la fracció anterior.
- Intervenir en totes les qüestions relacionades amb nacionalitat i naturalització.
- Guardar i usar el Gran Segell de la Nació.
- Col·leccionar els autògrafs de tota classe de documents diplomàtics.
- Legalitzar les signatures dels documents que hagin de produir efectes a l'estranger i dels documents estrangers que hagin de produir-los en la República.
- Intervenir, per conducte del Procurador General de la República, en l'extradició conforme a la llei o tractats, i en els exhorts internacionals o cartes rogatòries per fer-los arribar a la seva destinació, previ examen que omplin els requisits de forma per la seva diligenciació i de la seva procedència o improcedència, per fer-ho del coneixement de les autoritats judicials competents.
- Les altres que li atribueixin expressament les lleis i reglaments.

## Organigrama
Per dur a terme aquestes funcions la Secretaría de Relaciones Exteriores compta amb les següents unitats:
- Oficialía Mayor a càrrec d'María Fernanda Casanueva de Diego
  - Dirección General del Servicio Exterior y Recursos Humanos
  - Dirección General de Programación, Organización y Presupuesto
  - Dirección General de Asuntos Jurídicos
  - Dirección General de Tecnologías de Información e Innovación
  - Dirección General de Delegaciones
  - Dirección General de Bienes Inmuebles y Recursos Materiales
- Subsecretaría de Relaciones Exteriores a càrrec de Carlos de Icaza González
  - Dirección General para Asia Pacífico
  - Dirección General para África y Medio Oriente
  - Dirección General para Europa
  - Instituto Matías Romero
- Subsecretaría para América Latina y el Caribe a càrrec de Luis Alfonso de Alba
  - Dirección General para América Latina y el Caribe
  - Dirección General de Organismos y Mecanismos Regionales Americanos
  - Secciones Mexicanas de las Comisión Internacional de Límites y Aguas entre Mexico y Guatemala, y entre México y Belice
- Subsecretaría para América del Norte a càrrec de Carlos Manuel Sada Solana
  - Dirección General para América del Norte
  - Dirección General de Protección a Mexicanos en el Exterior
  - Dirección General de Servicios Consulares
  - Instituto de los Mexicanos en el Exterior
  - Sección Mexicana de la Comisión Internacional de Límites y Aguas México-EEUU
- Subsecretaría para Asuntos Mutilaterales y de Derechos Humanos a càrrec de Miguel Ruiz Cabañas
  - Dirección General para Temas Globales
  - Dirección General para la Organización de las Naciones Unidas
  - Dirección General de Derechos Humanos y Democracia
  - Dirección General de Vinculación con Organizaciones de la Sociedad Civil
- Consultoría Jurídica a càrrec de Max Diener Sala
  - Dirección General del Acervo Histórico Diplomático
- Agencia Mexicana de Cooperación Internacional para el Desarrollo a càrrec de Juan Manuel Valle Pereña
  - Dirección General de Cooperación Educativa y Cultural
  - Dirección General de Promoción Económica Internacional
  - Dirección General de Relaciones Económicas Bilaterales
  - Dirección General de Cooperación Científica y Técnica
  - Dirección General del Proyecto de Integración y Desarrollo de Mesoamérica

## Ambaixades i consolats
La Secretaria de Relacions Exteriors és també reguladora dels treballs de les missions davant països i organismes internacionals. La cancelleria té a més adscrits diversos consolats arreu del món.
Actualment Mèxic té ambaixades a gairebé totes les regions del món, amb més de 50 missions al voltant del globus, i diverses d'elles són representacions regionals.
Totes elles encaminades cap a la creació o enfortiment de les relacions diplomàtiques de Mèxic amb el món.

## Llista de secretaris de Relacions Exteriors de Mèxic
- - 1855 Melchor Ocampo
  - 1859 José Miguel Arroyo

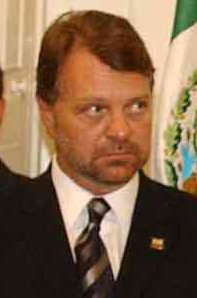
Jorge Castañeda, 2000-2003.

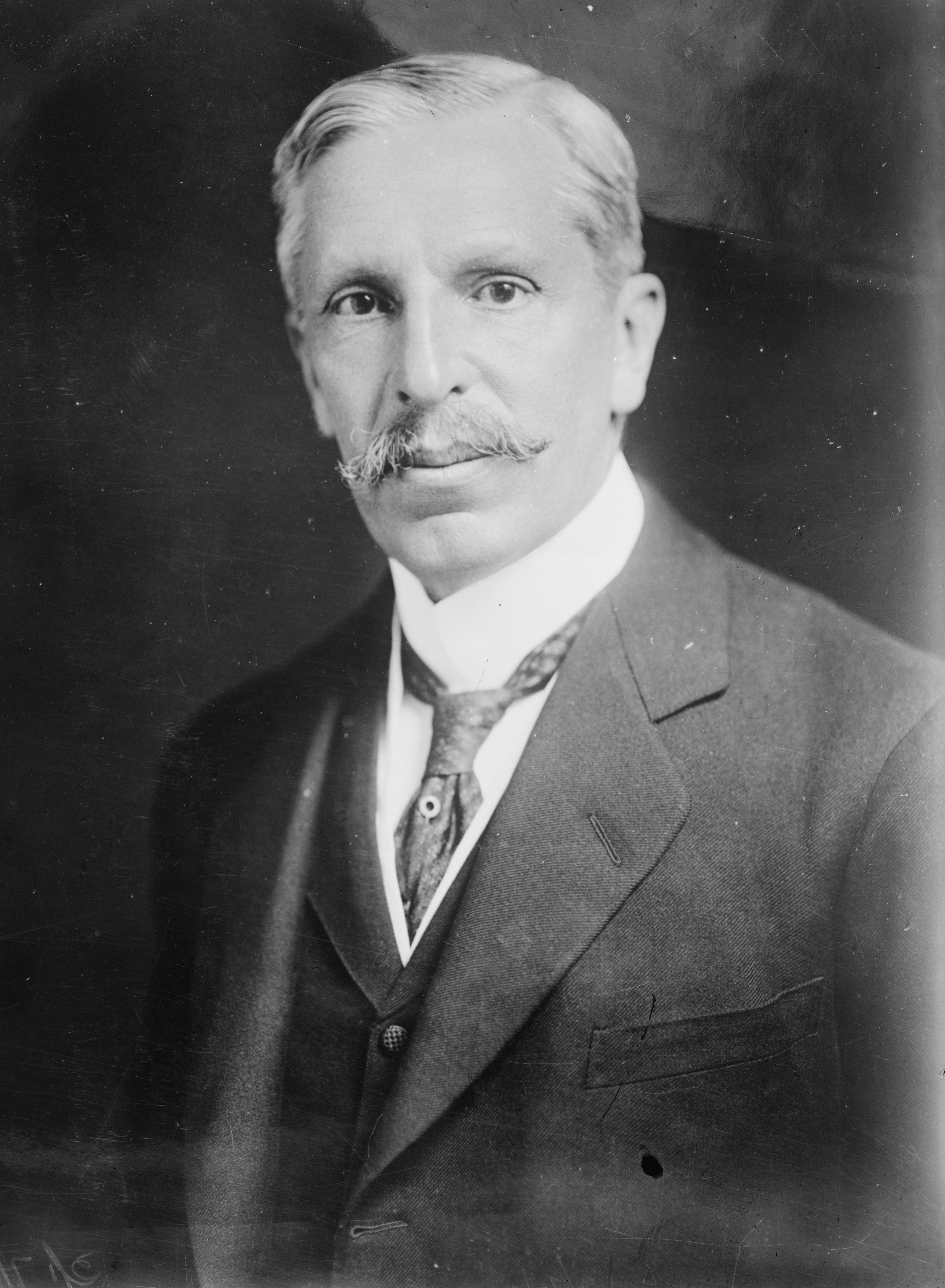
Pedro Lascurain, 1912-1913.

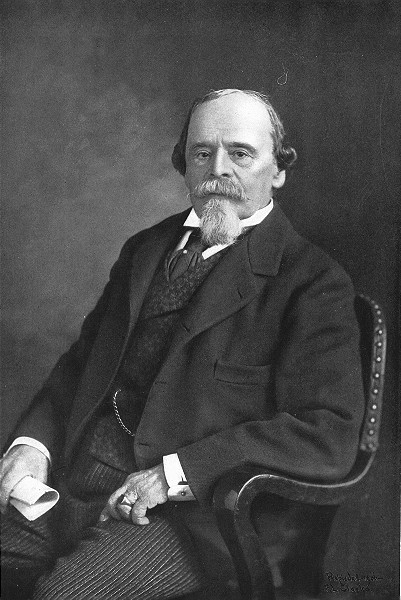
Ignacio Mariscal, 1880-1883, 1885-1910.

- Govern de Sebastián Lerdo de Tejada (1872 - 1876)
  - (1872-1875): José Maria Lafragua
  - (1876): Manuel Romero Rubio
- Govern de José Maria Iglesias (1876 - 1877)
  - (1876): Guillermo Prieto
  - (1876-1877): Francisco Gómez Palacio y Bravo
- Govern de Porfirio Díaz (1876)
  - (1876): Ignacio Luis Vallarta
- Govern de Juan N. Méndez (1876)
  - (1876 - 1877): Ignacio Luis Vallarta
- Govern de Porfirio Díaz (1877-1880)
  - (1877 - 1878): Ignacio Luis Vallarta
  - (1878): José María Mata
  - (1878 - 1879): Eleuterio Ávila
  - (1879): Miguel Ruelas
  - (1880): Ignacio Mariscal
- Govern de Manuel González (1880-1884)
  - (1880 - 1883): Ignacio Mariscal
  - (1884): José Fernández
- Govern de Porfirio Díaz (1884-1911)
  - (1884): José Fernández
  - (1884 - 1885): Joaquín Baranda
  - (1885 - 1890): Ignacio Mariscal
  - (1890): Manuel Aspiroz
  - (1890 - 1898): Ignacio Mariscal
  - (1898): Manuel Aspiroz
  - (1898 - 1910): Ignacio Mariscal
  - (1910 - 1911): Enrique C. Creel
  - (1911): Francisco León de la Barra
- Govern de Francisco León de la Barra
  - (1911): Victoriano Salado Álvarez
  - (1911): Bartolomé Carbajal y Rosas
- Govern de Francisco I. Madero
  - (1911 - 1912): Manuel Calero y Sierra
  - (1912): Pedro Lascuráin
  - (1912 - 1913): Julio García
  - (1913): Pedro Lascuráin
- Govern de Pedro Lascuráin
  - (1913): Victoriano Huerta
- Govern de Victoriano Huerta
  - (1913): Francisco León de la Barra
  - (1913): Carlos Pereyra
  - (1913): Manuel Garza Aldape
  - (1913): Federico Gamboa
  - (1913): Antonio de la Peña y Reyes
  - (1913 - 1914): Querido Moheno
  - (1914): José López Portillo y Rojas
  - (1914): Roberto Esteva Ruiz
  - (1914): Francisco S. Carvajal
- Govern de Francisco S. Carvajal
  - (1914): Rafael Díaz Iturbide
- Govern de Venustiano Carranza (1917 - 1920)
  - (1917 - 1918): Ernesto Garza Pérez
  - (1918): Cándido Aguilar
  - (1918 - 1919): Ernesto Garza Pérez
  - (1919): Salvador Diego Fernández
  - (1919 - 1920): Hilario Medina[2]
  - (1920): Juan Sánchez Azcona[3]
- Govern d'Adolfo de la Huerta (1920)
  - (1920): Miguel Covarrubias
  - (1920): Cutberto Hidalgo
- Govern d'Álvaro Obregón (1920 - 1924)
  - (1920 - 1921): Cutberto Hidalgo
  - (1921 - 1923): Alberto J. Pani
  - (1923 - 1924): Aarón Sáenz
- Govern de Plutarco Elías Calles (1924 - 1928)
  - (1924 - 1927): Aarón Sáenz
  - (1927 - 1928): Genaro Estrada
- Govern d'Emilio Portes Gil (1928 - 1930)
  - (1928 - 1930): Genaro Estrada
- Govern de Pascual Ortiz Rubio (1930 - 1932)
  - (1930 - 1932): Genaro Estrada
  - (1932): Manuel C. Téllez
- Govern d'Abelardo L. Rodríguez (1932 - 1934)
  - (1932 - 1934): Manuel C. Téllez
- Govern de Lázaro Cárdenas del Río (1934 - 1940)
  - (1934 - 1935): Emilio Portes Gil
  - (1935): José Ángel Ceniceros
  - (1935 - 1940): Eduardo Hay[3]
- Govern de Manuel Ávila Camacho (1940 - 1946)
  - (1940 - 1945): Ezequiel Padilla
  - (1945): Greco Perales Mac Gregor
  - (1945 - 1946): Francisco Castillo Nájera
- Govern de Miguel Alemán (1946 - 1952)
  - (1946 - 1948): Jaime Torres Bodet
  - (1948 - 1952): Manuel Tello Barraud
- Govern d'Adolfo Ruiz Cortines (1952 - 1958)
  - (1952 - 1958): Luis Padilla Nervo
- Govern d'Adolfo López Mateos (1958 - 1964)
  - (1958 - 1964): Manuel Tello Barraud
- Govern de Gustavo Díaz Ordaz (1964 - 1970)
  - (1964 - 1970): Antonio Carrillo Flores
- Govern de Luis Echeverría (1970 - 1976)
  - (1970 - 1975): Emilio Ó. Rabasa
  - (1975 - 1976): Alfonso García Robles
- Govern de José López Portillo (1976 - 1982)
  - (1976 - 1978): Santiago Roel
  - (1978 - 1982): Jorge Castañeda y Álvarez de la Rosa
- Govern de Miguel de la Madrid (1982 - 1988)
  - (1982 - 1988): Bernardo Sepúlveda Amor
- Govern de Carlos Salinas de Gortari (1988 - 1994)
  - (1988 - 1993): Fernando Solana
  - (1993 - 1994): Manuel Camacho Solís
  - (1994): Manuel Tello Macías
- Govern d'Ernesto Zedillo (1994 - 2000)
  - (1994 - 1998): José Angel Gurría
  - (1998 - 2000): Rosario Green
- Govern de Vicente Fox (2000 - 2006)
  - (2000 - 2003): Jorge Germán Castañeda Gutman
  - (2003 - 2006): Luis Ernesto Derbez
- Govern de Felipe Calderón Hinojosa (2006 - 2012)
  - (2006 - 2012): Patricia Espinosa Cantellano
- Govern d'Enrique Peña Nieto (2012 -)
  - (2012 -): José Antonio Meade Kuribreña